# کداک ایزی‌شر دی‌ایکس۴۵۳۰
کداک ایزی‌شر دی‌ایکس۴۵۳۰ (به انگلیسی: Kodak EasyShare DX4530) یک دوربین عکاسی ساخت شرکت کداک است.